# Tibasosa (ort)
Tibasosa är en ort i Colombia.   Den ligger i departementet Boyacá, i den centrala delen av landet, 170 km nordost om huvudstaden Bogotá. Tibasosa ligger 2 504 meter över havet och antalet invånare är 3 535.
Terrängen runt Tibasosa är kuperad. Runt Tibasosa är det tätbefolkat, med 383 invånare per kvadratkilometer. Närmaste större samhälle är Sogamoso, 8,3 km sydost om Tibasosa. Omgivningarna runt Tibasosa är en mosaik av jordbruksmark och naturlig växtlighet.